# Application non expansive
En mathématiques, une application non expansive entre espaces normés est une application 1-lipschitzienne. Il s'agit donc du cas limite des applications contractantes, qui sont les applications k-lipschitziennes pour un k < 1.
Contrairement aux applications contractantes, les applications non expansives n'ont pas nécessairement de point fixe (par exemple, une translation de vecteur non nul est non expansive et n'a pas de point fixe). Par ailleurs, même si une application non expansive T a un point fixe, une suite d'itérés Tk(x) ne converge pas nécessairement vers un tel point (c'est le cas pour une symétrie centrale) ; on peut toutefois obtenir des résultats de convergence vers un point fixe d'au moins deux manières : soit en imposant des conditions plus restrictives sur l'application (sans toutefois aller jusqu'à la contraction), soit en modifiant la suite des itérés.

## Définitions
Soient {\displaystyle (E,\|\cdot \|)} un espace normé, {\displaystyle P} un fermé de {\displaystyle E} et {\displaystyle T:P\to E} une application (non nécessairement linéaire).
- On dit que {\displaystyle T} est non expansive[1] si

{\displaystyle \forall \,(x,y)\in P\times P\qquad \|Tx-Ty\|\leqslant \|x-y\|.}
- Si l'espace {\displaystyle E} est un espace de Hilbert, on dit que {\displaystyle T} est fermement non expansive[réf. nécessaire] si

{\displaystyle \forall \,(x,y)\in P\times P\qquad \langle Tx-Ty,x-y\rangle \geqslant \|Tx-Ty\|^{2}.}
Par l'inégalité de Cauchy-Schwarz, une application fermement non expansive est non expansive ; elle est aussi monotone.

## Point fixe
On rappelle qu'un espace strictement convexe est un espace normé dans lequel : {\displaystyle \forall z\in \left]x,y\right[\quad \|z\|<\max(\|x\|,\|y\|)}.
Convexité de l'ensemble des points fixes — Si
- {\displaystyle E} est un espace strictement convexe,
- {\displaystyle C} est un convexe non vide de {\displaystyle E},
- {\displaystyle T:C\to E} est une application non expansive,

alors l'ensemble des points fixes de {\displaystyle T} est un convexe (éventuellement vide).
Théorème du point fixe de Browder — Si
- {\displaystyle E} est un espace de Banach uniformément convexe,
- {\displaystyle C} est un convexe fermé borné non vide de {\displaystyle E},
- {\displaystyle T:C\to C} est une application non expansive,

alors {\displaystyle T} a un point fixe.

## Approximations successives
On s'intéresse ici, pour une application non expansive T, à la convergence des « approximations successives » Tk(x) vers un point fixe éventuel.
Théorème d'Opial (pl) — Si {\displaystyle E} est un espace de Hilbert, si {\displaystyle C} est un convexe fermé de {\displaystyle E} et si {\displaystyle T:C\to C} est une application vérifiant les propriétés suivantes :
- {\displaystyle T} est non expansive,
- {\displaystyle \forall x\in C\quad T^{k+1}x-T^{k}x\to 0},
- {\displaystyle T} a un point fixe,

alors, pour tout {\displaystyle x\in C}, la suite {\displaystyle \left(T^{k}x\right)} converge faiblement vers un point fixe de {\displaystyle T}.
Ce résultat ne peut pas être généralisé à tous les espaces uniformément convexes.